# آبا: يو كان دانس
آبا: يو كان دانس (بالإنجليزية: ABBA: You Can Dance)‏، هي لعبة فيديو إلكترونية من نوع الرقص، تمت تطويره لفروع شركة يوبي سوفت الفرنسية في باريس العاصمة ودولة رومانيا، وتعمل حصراً لنظام وي الحصري، حيث صدرت في الأسواق بشهر نوفمبر سنة 2011م.